# Saint-Marcel (stanice metra v Paříži)
Saint-Marcel je nepřestupní stanice pařížského metra na lince 5 ve 13. obvodu v Paříži. Nachází se pod Boulevardem de l'Hôpital, pod kterým vede linka 5, u křižovatky s ulicí Rue des Wallons.

## Historie
Stanice byla otevřena 2. června 1906 jako součást prvního úseku linky ze stanice Place d'Italie do stanice Gare d'Austerlitz, která se tehdy jmenovala Gare d'Orléans.

## Název

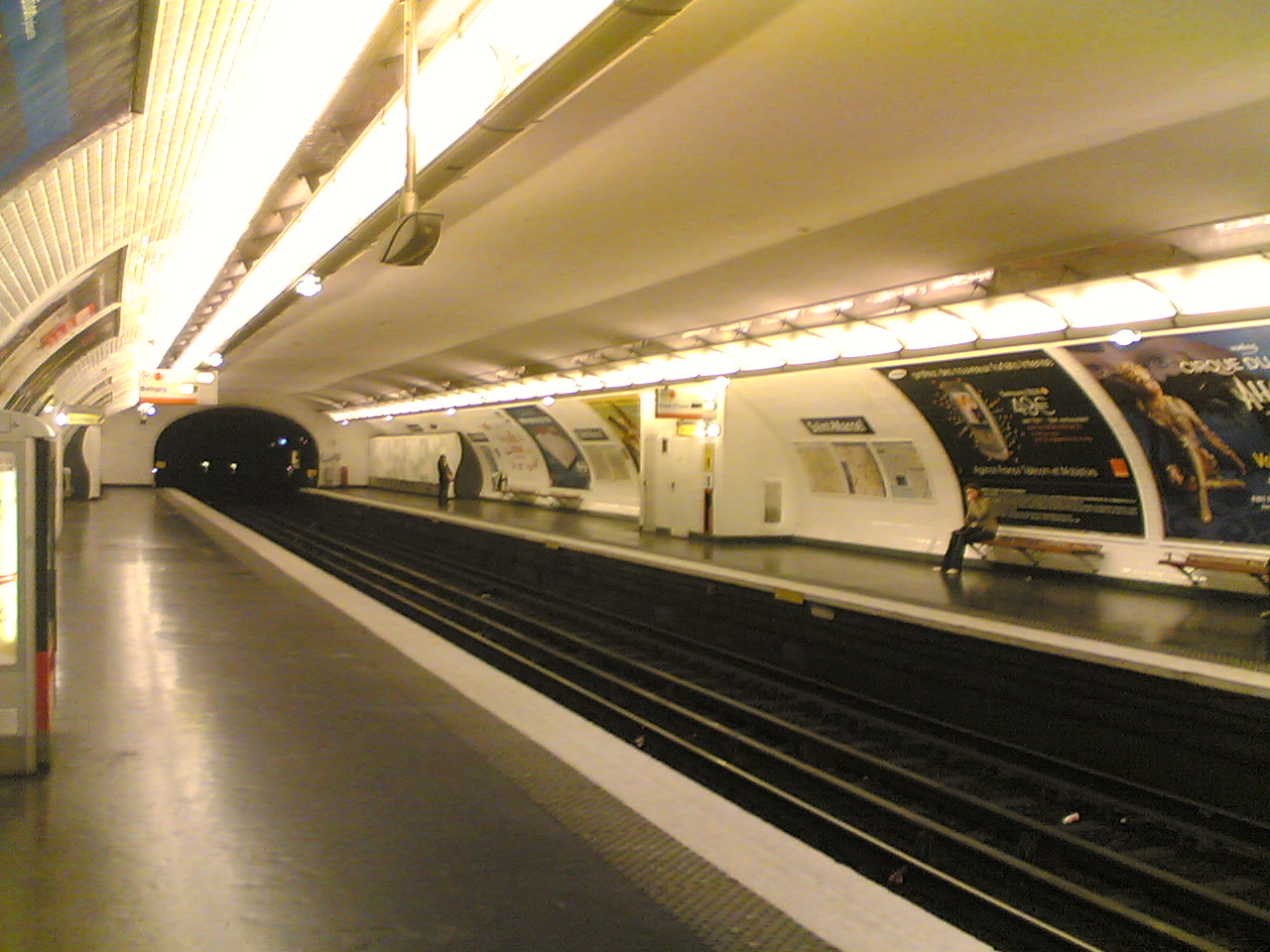
Nástupiště na stanici

Jméno stanice je odvozeno od názvu nedaleké ulice Boulevard Saint-Marcel. Svatý Marcel byl devátý pařížský biskup a je vedle sv. Diviše, sv. Jenovéfy a sv. Aurey jedním ze čtyř patronů města.

## Vstupy
Stanice má dva východy na Boulevardu de l'Hôpital u domů č. 83 a 50.

## Zajímavosti v okolí
- Jardin des Plantes
- Grande mosquée - Velká mešita v Paříži